# باشگاه فوتبال باکستون
باشگاه فوتبال باکستون (به انگلیسی: Buxton Football Club) یک باشگاه فوتبال در شهر باکستون، کشور انگلستان است که در سال ۱۸۷۷ میلادی تأسیس شده‌است.